# Клеман Маро
Клеман Маро (фр. Clément Marot, 23 листопада 1496, Каор — 13 вересня 1544, Турин) — французький поет і перекладач епохи Ренесансу, видатний гуманіст.

## Біографія
Народився в Каорі. Батько Клемана Маро, Жан Маро — відомий хроніст і придворний поет. З 1506 року Клеман виховувався при дворі королеви Анни Бретанської. У 1525 році взяв участь у битві під Павією. У 1526 році Клемана Маро звинуватили в тому, що під час посту він з'їв шматок сала, що в той час вважалося свідченням приналежності до гугенотів, й ув'язнили. Того ж таки 1526 року помер батько — Жан Маро, що справило на сина дуже гнітюче враження. У 1527 році Маро вийшов з в'язниці й невдовзі став камердинером і придворним поетом французького короля Франциска I. У 1530 році Маро опублікував свій переклад двох книг «Метаморфози» Овідія. 
У 1532 році зазнав переслідувань за антипапістські настрої та підозру в підтримці Реформації. Був змушений втікати. Знайшов прихисток у Маргарити Наварської, згодом у герцогині Рене Ферарської, а потім потрапив до Венеції. В Італії Маро особливо посилено почав займатися латинською мовою та вивчати античну спадщину (Овідій, Вергілій, Марціал) та італійську поезію. 1536 року після публічного покаяння Маро дозволили повернутися до двору короля. Та в 1542 році постали нові труднощі у зв'язку з перекладом Давидових псалмів, оскільки версія Маро сподобалася Кальвіну. Маро довелося втікати до Женеви, де його радо прийняв сам Кальвін, але сувора консисторія не бажала миритися з присутністю поета з «підозрілими» поглядами. Тож Маро мав перебратися до Савойї, а потім до П'ємонту. У вересні 1544 року Маро помер у Турині.

## Творчість
Творчість Маро поєднує епоху Середньовіччя та Відродження. Новатор у літературі, Маро збагатив поезію новими ідеями й формами, зробив її виразницею ренесансного світовідчуття. Його поетична збірка «Adolescence clémentine» та її продовження містять надзвичайно різноманітні поетичні форми. У поемі «Пекло» Маро в сатиричній формі зображає своє перебування у в'язниці, яке порівнює з відвіданням пекла. Маро першим переніс у французьку поезію легкість і віртуозність ренесансних поетичних форм, запозичених з Італії. Так званий маротичний стиль, близький до петраркізму, визначав шляхи розвитку французької поезії аж до появи гуртка «Плеяди». Маро був противником релігійного фанатизму, боровся за свободу совісті й гідність особистості. З 1538 р. він перекладає Давидові псалми, яким судилося найдовше життя, адже вони ввійшли до протестантського молитовника як канонічні версії псалмів.
Спадщина Маро величезна й різноманітна: світські придворні мініатюри, любовна лірика, послання в стилю античності, сатира. Він зробив величезний вплив на поезію не тільки XVI, а й XVII—XVIII століть. Особливо великий вплив Маро на Малерба, Расіна й Руссо.

## Українські переклади

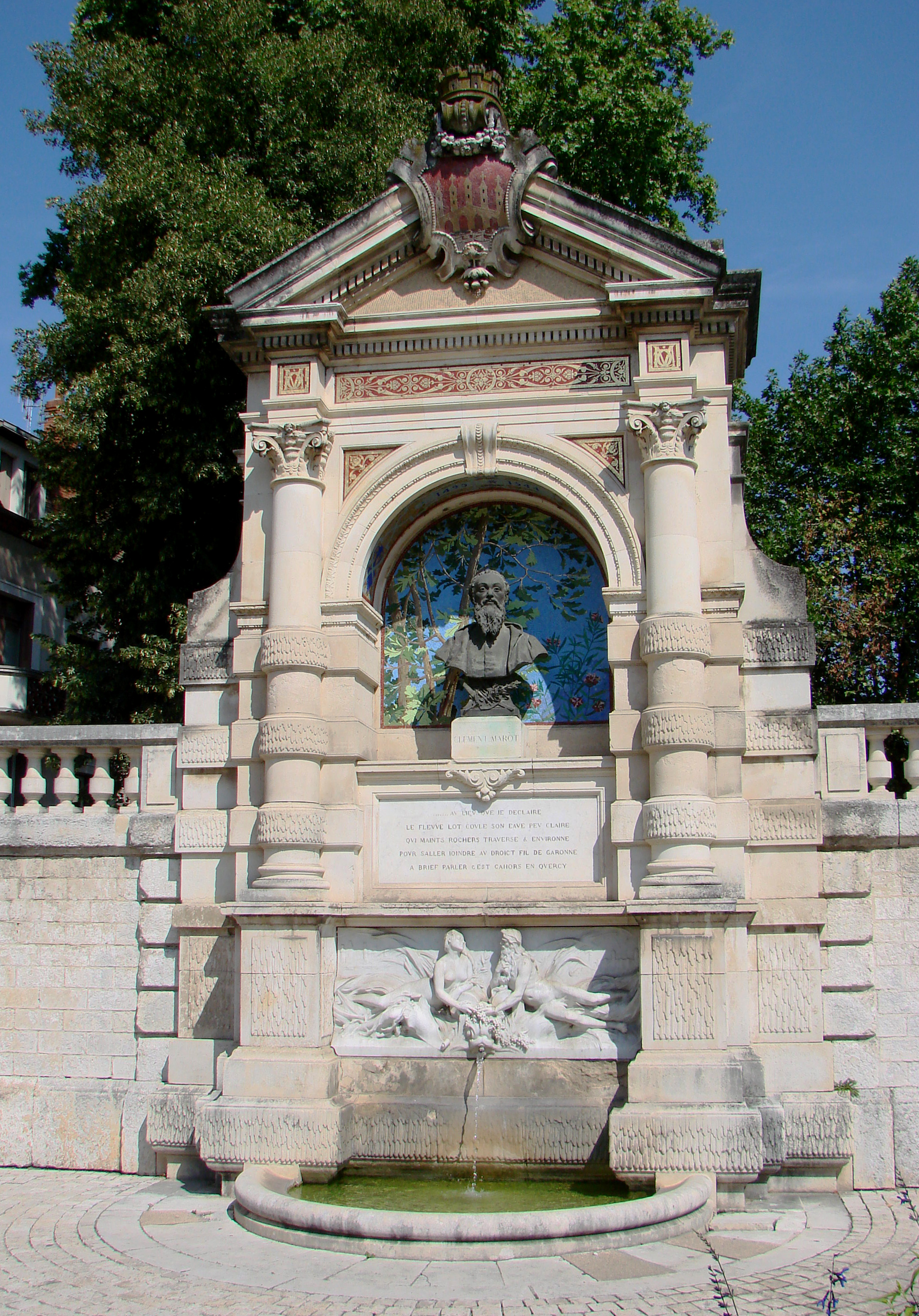
Фонтан Маро в Каорі

Українською поезії Клемана Маро перекладав Микола Терещенко.

## Видання
- Oeuvres complètes,, ed. C. A. Mayer, London, 1958—1980.
- Oeuvres poétiques complètes, ed. G. Defaux, Classiques Garnier, Bordas, 1990—1993, 2 vol.
- Adolescence clémentine, ed. Fr. Lestringant, poésie, Gallimard, 1987.
- Poètes du XVIe siècle, Éditeur : Albert-Marie Schmidt, Bibliothèque de la Pléiade, n° 96

1120 pages, ISBN 9782070104550